# Over (Album)
Over ist Peter Hammills sechstes Soloalbum und wurde vom 27. Juni bis zum 4. Juli 1976 in den Foel Studios aufgenommen. Die Endabmischung erfolgte vom 5. bis zum 14. Juli 1976 in den Rockfield Studios, Monmouthshire.
Es ist ein sehr persönliches Album, das Hammills Trennung von seiner damaligen Partnerin thematisiert. Die Musik ist weitestgehend solo aufgenommen.

## Trackliste
Seite 1
1. Crying Wolf – 3'27"
2. Autumn – 3'50"
3. OTime Heals – 5'10"
4. Alice (Letting Go) – 4'15"

Seite 2
1. This side of the Looking-Glass – 4'10"
2. Betrayed – 3'02"
3. (on Tuesdays she used to do) Yoga – 5'10"
4. Lost and Found – 3'40"

Die Wiederveröffentlichung auf CD von 1996 enthält 3 Bonustitel:
1. Betrayed (BBC Session mit Graham Smith, 13. April 1977)
2. Autumn (BBC Session mit Graham Smith, 13. April 1977)
3. This Side of the Looking Glass (Soloversion, All Saints Unitarian Church, Kansas City, US, 16. Februar 1978)